# Peristaltisk pump

Bild 1
Förenklad bild av peristaltik

En peristalisk pump, även kallad rullpump och slangpump, är en förskjutningspump som används för många slags vätskor och gaser.
Peristaltiska processer förekommer inom många biologiska system, t.ex. mag- och tarmkanalen. Se bild 1.
Detta torde ha gett uppslaget till uppfinningen av den peristaltiska pumpen, som gjordes 1932 av hjärtkirurgen Michael DeBakey (1908–2008) medan han var medicinstudent.

## Beskrivning
Fluiden (det vill säga vätskan eller gasen) innesluts i en elastisk, hoptryckbar och återfjädrande slang som är inlagd i en sfärisk skål.
Två huvudformer finns:
- Roterande pump
- Linjär pump

En roterande pump (bild 2) har en rotor med ett antal välvda rullar, som pressar ihop den böjliga slangen. När rotorn snurrar, förflyttas avstängningen längs slangen, och därmed tvingas en del av fluiden att förflytta sig genom slangen. Samtidigt återgår slangen bakom tryckrullen till sitt normala tillstånd. När rullen kommit till slangens slut avges en liten volym fluid.  Samtidigt har den andra tryckrullen kommit till ingångsöppningen och suger in mera fluid Efter ytterligare rotation stänger tryckrulle 1 av slangen, och förloppet upprepas. Förloppet framgår av bild 3.
Principen för linjär peristaltisk pump visas i bild 4.
Utflödet är pulserande, vilket kan vara till såväl nackdel som fördel, allt efter tillämpningen. Pulseringen är kraftig vid två tryckdon, men minskar, när antalet tryckdon ökar.

Klicka på bilderna för förstoring
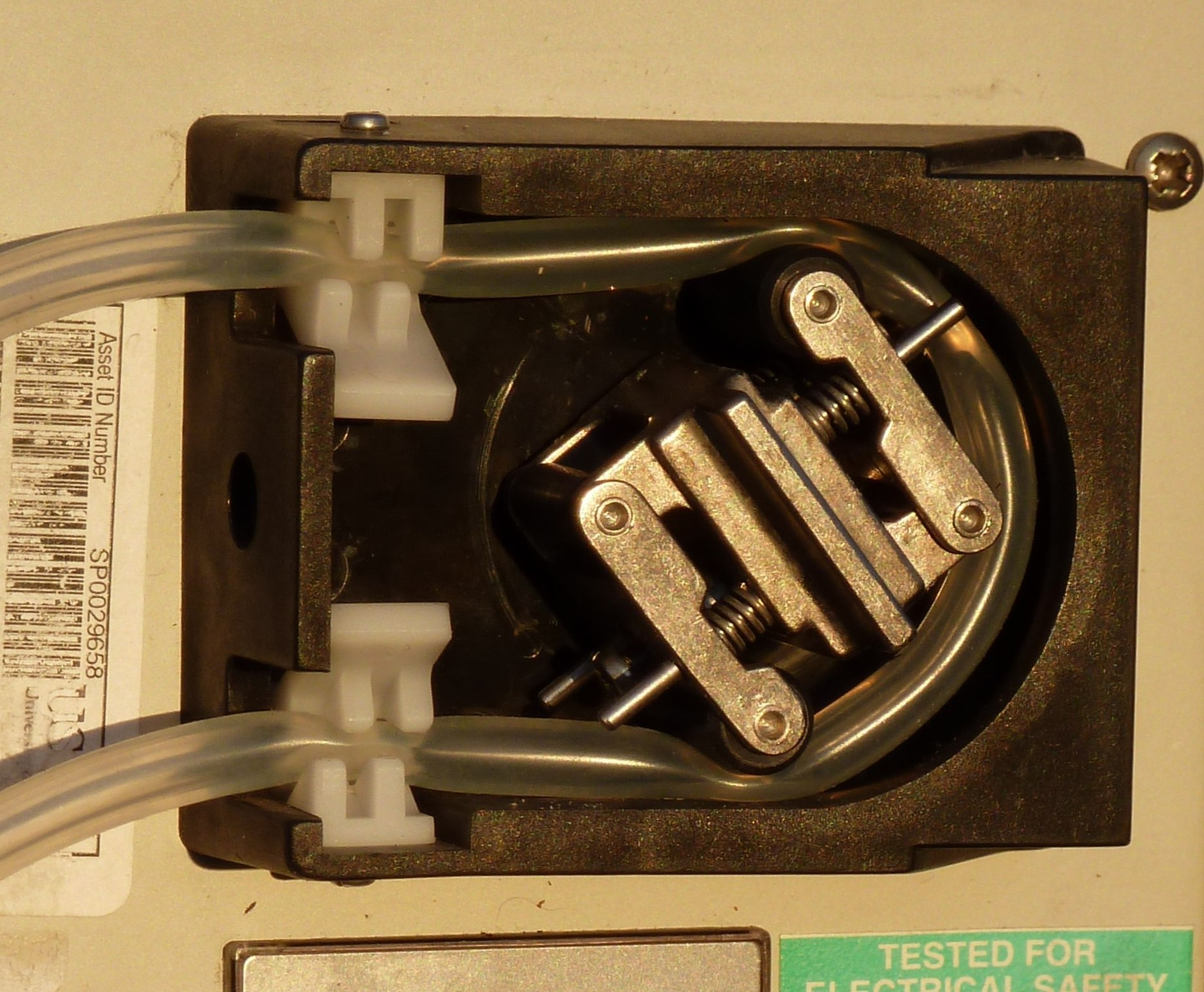
Bild 2 Principiell bild av roterande peristaltisk pump med två välvda tryckrullar, som av fjädrar trycks mot slangen
Bild 3 Vätska sugs in i den nedre öppningen, och avlämnas i den övre Tryckdonen glider på slangen, vilket ger viss förslitning på denna
Bild 4 Principiell bild av linjär peristaltisk pump
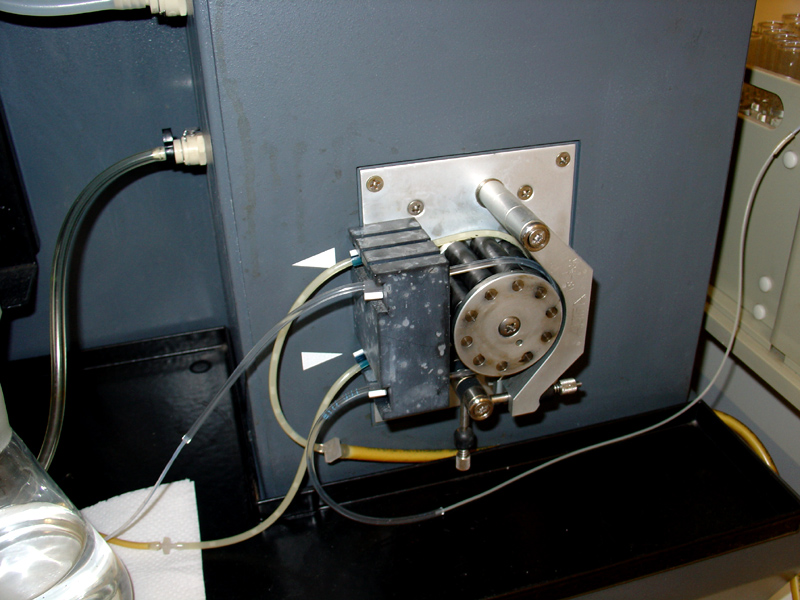
Bild 5 Pump med 10 tryckdon ger ganska jämnt flöde

## Tillämpningar
Peristaltiska pumpar lämpar sig bl a när det som ska pumpas absolut inte får läcka genom bristfälliga tätningar i andra slags pumpar  Detta kan gälla giftiga, brandfarliga eller radioaktiva vätskor. Omvänt kanske innehållet i slangen måste hållas isolerat från omgivningen för att inte smittas utifrån.
Ett annat tillämpningsområde är när man behöver styra mängden exakt.

### Exempel på praktiska tillämpningar
- Blodpumpar vid dialys. Slangen steriliseras före användning. Billig, och kan kasseras efteråt utan ekonomiska betänkligheter.
- I kärnkraftverk för pumpning av radioaktivt vatten
- Betongpumpar vid hus-, väg- och vattenbyggnad. Betongmassa kan betraktas som en vätska med mycket hög viskositet. Grovt grus i betongen är härvid inget hinder. (Jfr bild 1.)
- Proportionering av glansmedel i diskmaskiner
- Med stegvis styrd rotation av den peristaltiska pumpen droppvis dosering av innehållet, exempelvis vid titrering

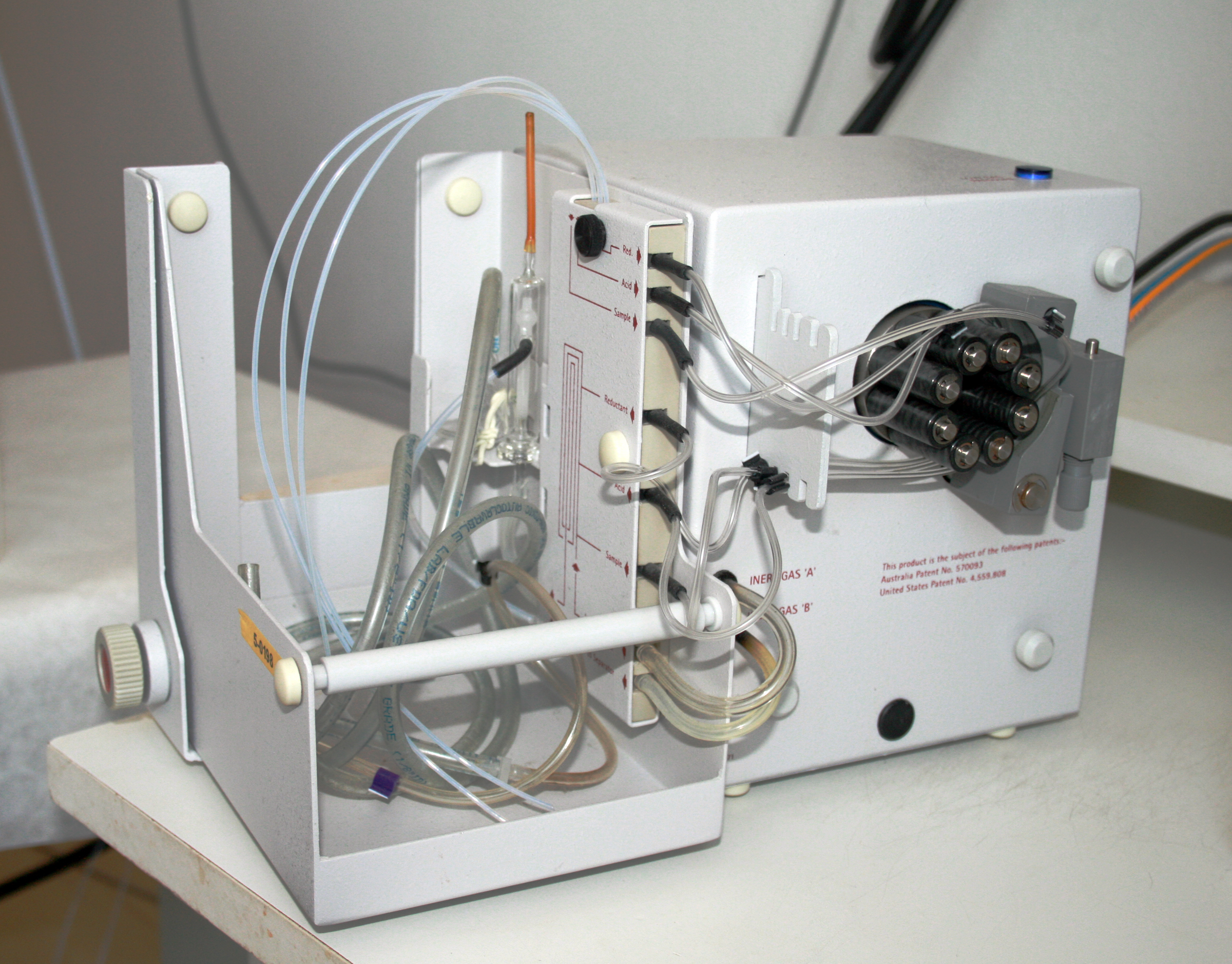
Bild 6 Pump med 8 tryckdon för lättflyktig hydrid
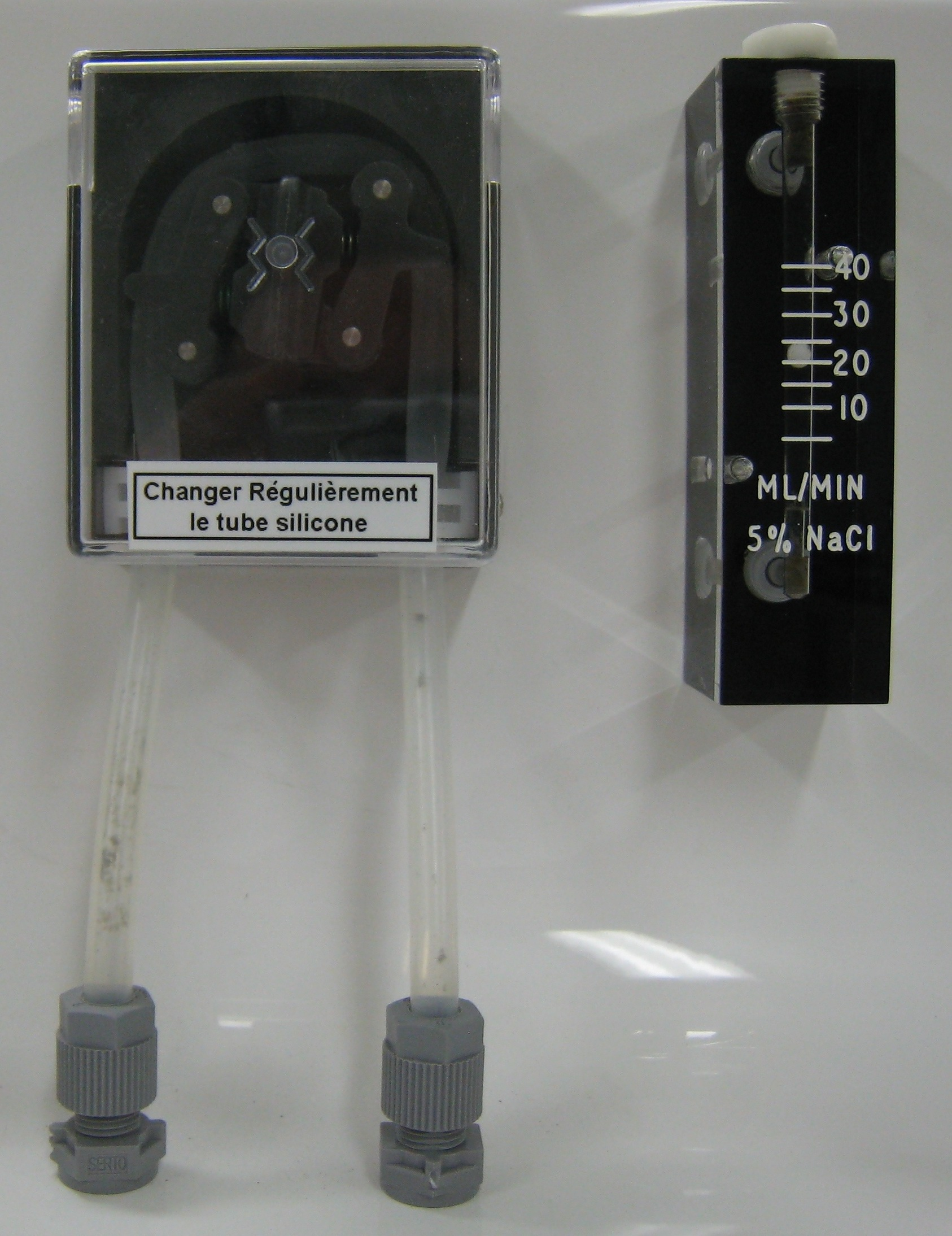
Bild 7 Pump för sprutning av koksaltdimma in i en kammare för prov av åldringshållfasthet. Etiketten manar till regelbundet byte av silikonslangen. Till höger en flödes-mätare, som visar ca 22 ml/min
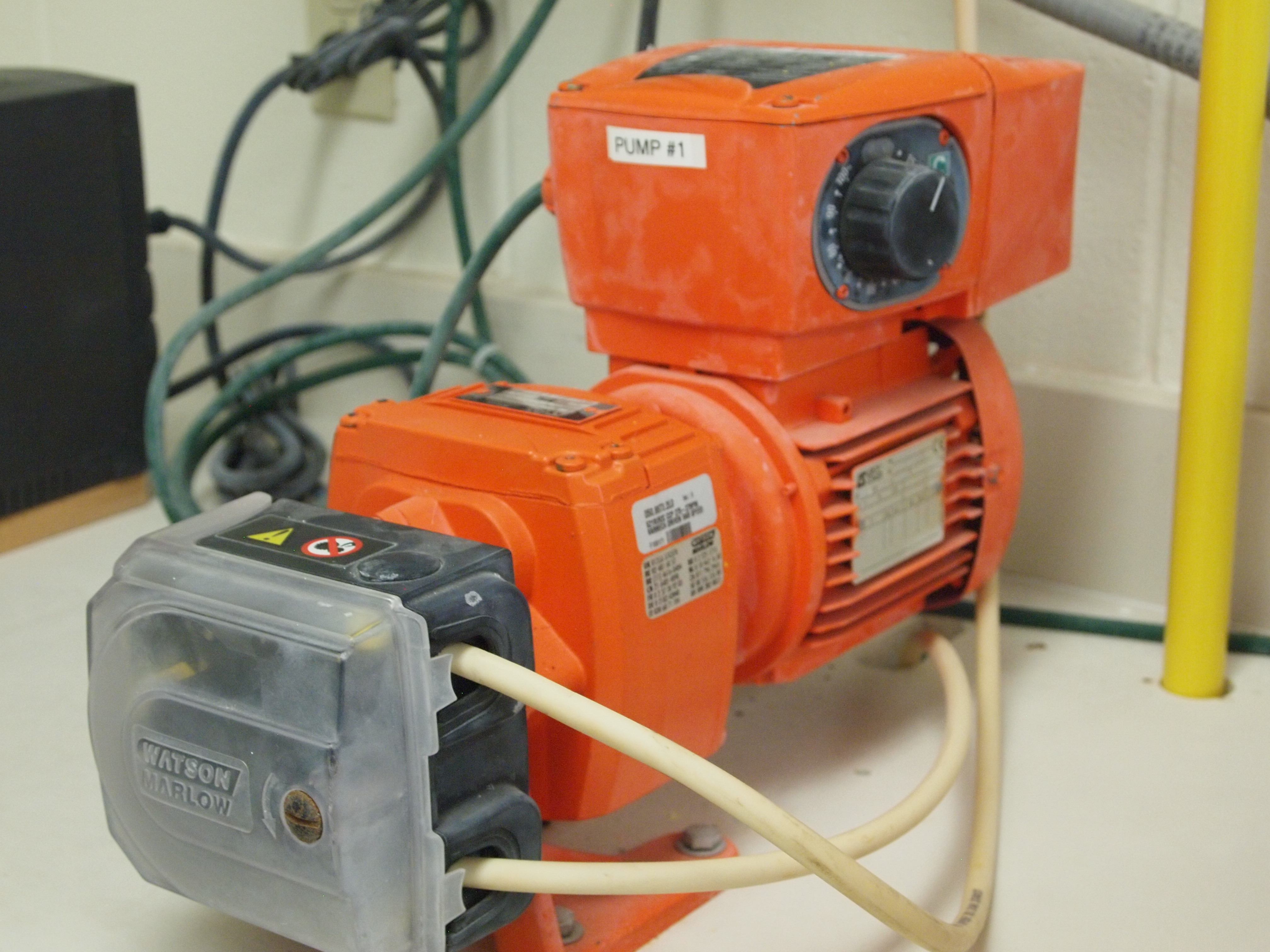
Bild 8 Pump för insprutning av en kemikalie i ett vatten-verk